# Cámara de Diputados de Luxemburgo
La Cámara de Diputados (en luxemburgués: D'Chamber; en francés: Chambre des Députés; en alemán: Abgeordnetenkammer) es el órgano legislativo unicameral del Gran Ducado de Luxemburgo.

## Composición
La Cámara está integrada por 60 diputados elegidos cada cinco años por sufragio universal, libre, igual, directo y secreto mediante un sistema de representación proporcional estructurado en torno a la ley d'Hont. El país está dividido en cuatro circunscripciones electorales, donde los electores pueden votar por tantos candidatos como escaños tenga su circunscripción.
| Circunscripción | Cantones                                    | Diputados |
| --------------- | ------------------------------------------- | --------- |
| Centro/Zentrum  | Luxemburgo, Mersch                          | 21        |
| Este/Osten      | Echternach, Grevenmacher, Remich            | 7         |
| Norte/Norden    | Clervaux, Diekirch, Redange, Vianden, Wiltz | 9         |
| Sur/Süden       | Capellen, Esch-sur-Alzette                  | 23        |

## Funciones
Las funciones de la Cámara de Representantes son las propias del poder legislativo que ejerce y de la institución que encarna la representación popular en una monarquía constitucional-parlamentaria. Así, el parlamento estudia y aprueba las leyes y los presupuestos, controla al gobierno, aprueba los tratados internacionales y puede modificar la constitución. Todas estas potestades requieren para ser ejercidas del voto favorable de la mayoría absoluta de los diputados presentes; el cuórum está fijado en la mitad de los miembros de la Cámara.
La Cámara de Diputados se organiza en políticamente en grupos parlamentarios, según criterios de afinidad ideológica y funcionalmente se divide por comisiones parlamentarias.

## Elección reciente

### Resultados
Los resultados de las últimas elecciones generales fueron los siguientes:
| Partido                                             | Votos     | %      | Escaños |
| --------------------------------------------------- | --------- | ------ | ------- |
| Partido Popular Social Cristiano (CSV)              | 1,075,841 | 29.21  | 21      |
| Partido Socialista Obrero Luxemburgués (LSAP)       | 698,179   | 18.91  | 11      |
| Partido Democrático (DP)                            | 686,433   | 18.70  | 14      |
| Partido Alternativo de la Reforma Democrática (ADR) | 343,503   | 9.27   | 5       |
| Los Verdes (Gréng)                                  | 313,660   | 8.55   | 4       |
| Partido Pirata de Luxemburgo (PPL)                  | 247,173   | 6.74   | 3       |
| La Izquierda (Déi Lénk)                             | 144,576   | 3.93   | 2       |
| Otros                                               | 151,977   | 4.68   | 0       |
| Total                                               | 3,763,680 | 100    | 60      |
|                                                     |           |        |         |
| Votos válidos                                       | 231,344   | 92.55  |         |
| Votos inválidos o en blanco                         | 18,624    | 7.45   |         |
| Votos Totales                                       | 4,041,284 | 100.00 |         |
| Datos de participación                              | 286,711   | 87.18  |         |
| Fuente: Gobierno de Luxemburgo                      |           |        |         |

Nota: los votos de cada partido son marcadamente superiores a los "votos válidos" porque los electores pueden votar a múltiples candidatos.

## Histórico de resultados y distribución de escaños
| 5   | 11   | 9  | 25  |
| KPL | LSAP | DP | CSV |

| 5   | 15   | 9  | 22  |
| KPL | LSAP | DP | CSV |

| 4   | 19   | 8  | 21  |
| KPL | LSAP | DP | CSV |

| 3   | 17   | 6  | 26  |
| KPL | LSAP | DP | CSV |

| 3   | 17   | 11 | 21  |
| KPL | LSAP | DP | CSV |

| 5   | 21   | 2   | 6  | 22  |
| KPL | LSAP | MIP | DP | CSV |

| 6   | 18   | 11 | 21  |
| KPL | LSAP | DP | CSV |

| 5   | 17   | 5   | 14 | 18  |
| KPL | LSAP | PSD | DP | CSV |

| 2   | 14   | 2   | 15 | 24  |
| KPL | LSAP | PSD | DP | CSV |

| 2   | 2  | 21   | 14 | 25  |
| KPL | DG | LSAP | DP | CSV |

| 1   | 4  | 18   | 11 | 22  | 4   |
| KPL | DG | LSAP | DP | CSV | ADR |

| 5  | 17   | 12 | 21  | 5   |
| DG | LSAP | DP | CSV | ADR |

| 1  | 5  | 13   | 15 | 19  | 7   |
| DL | DG | LSAP | DP | CSV | ADR |

| 7  | 14   | 10 | 24  | 5   |
| DG | LSAP | DP | CSV | ADR |

| 1  | 7  | 13   | 9  | 26  | 4   |
| DL | DG | LSAP | DP | CSV | ADR |

| 2  | 6  | 13   | 13 | 23  | 3   |
| DL | DG | LSAP | DP | CSV | ADR |

| 2  | 9  | 2  | 10   | 12 | 21  | 4   |
| DL | DG | PP | LSAP | DP | CSV | ADR |

| 2  | 4  | 3  | 11   | 14 | 21  | 5   |
| DL | DG | PP | LSAP | DP | CSV | ADR |

## Sede
Su sede se encuentra en el histórico Hôtel de la Chambre, en la plaza Krautmaart de la capital luxemburguesa.